# New Bedford (Illinois)
New Bedford è un villaggio degli Stati Uniti d'America, situato nello Stato dell'Illinois, nella contea di Bureau.